# Barmské písmo
Barmské písmo (barmsky မြန်မာအက္ခရာ, MLCTS mranma akkha.ra) je písmo, konkrétně abugida užívaná pro zápis barmštiny, oficiálního jazyka Myanmaru (Barmy) a dalších jazyků mluvených v tomto státě. Řadí se mezi indická písma, tedy skupiny písem odvozených od bráhmí, konkrétně barmské písmo bylo odvozeno od starého písma užívaného pro zápis jazyka Monů asi v 11. století.

## Přepis
Mezinárodní normalizovaný systém přepisu neexistuje. Existuje systém transliterace MLCTS (Myanma Language Commission Transcription System). Existuje i myanmarskou vládou uznávaná transkripce využívající anglické latinky (navazuje na systémy vytvořené v době, kdy byl Myanmar britskou kolonií), v češtině se široce uplatňuje zejména fonetická transkripce vytvořená v 50. letech 20. století (tomuto systému ale zcela chybí naznačování tónů).